# Zoolander
Zoolander è un film del 2001 co-scritto, diretto, co-ideato e interpretato da Ben Stiller.
Il personaggio protagonista della pellicola, il modello Derek Zoolander, è stato ideato da Ben Stiller e Drake Sather in occasione dei VH1 Fashion Awards del 1996, ed il grande successo riscosso in quell'occasione ha spinto l'attore a costruire un intero film che ne narrasse le gesta.
È una parodia del mondo della moda, con particolare riguardo alla categoria dei "modelli", rappresentati come esagerati cultori del proprio aspetto e del proprio ego ma ingenui e goffi nella vita di tutti i giorni. Il film è diventato col passare degli anni un cult.
Il film inoltre presenta molti camei di personaggi famosi, come Winona Ryder, Lenny Kravitz, Natalie Portman, Fred Durst, David Bowie, Donald Trump e Paris Hilton.

## Trama
Lo stilista Jacobim Mugatu viene incaricato da alcuni famosi stilisti, per conto dell'industria della moda di assassinare il neoeletto primo ministro malese, colpevole di aver promesso la soppressione dello sfruttamento minorile nel suo paese, fonte di grande risparmio per l'intero settore tessile; l'assassinio dovrà essere messo in atto da un modello stupido, sottoposto ad un lavaggio del cervello. Mugatu, aiutato dall'agente di modelli Maury Ballstein, sceglie per questo scopo Derek Zoolander, supermodello di fama mondiale, bello ma anche vanesio ed alquanto imbranato.
Derek è candidato per la quarta volta al titolo di modello dell'anno ai VH1 Fashion Awards, ma il premio va all'altro contendente, l'astro nascente della moda Hansel.
Tornato nel suo appartamento, i suoi tre coinquilini, modelli a loro volta, cercano di tirargli su il morale portandolo da Starbucks, ma mentre stanno giocando a spruzzarsi con le pompe di benzina di una stazione di servizio, muoiono a causa di un'esplosione da loro stessi ingenuamente provocata. La sequenza di questi tragici eventi spinge Derek a voler riscoprire i veri valori della vita e ritrovare le proprie origini, tagliando i ponti con la moda e tornando dalla famiglia nel sud del New Jersey, dove il padre e i due fratelli lavorano come minatori in una miniera di carbone.
Nonostante i suoi sforzi però non riesce né a farsi riaccettare nel nucleo familiare né a lavorare in miniera. Deluso e spinto da Mugatu, che per la prima volta lo ingaggia in qualità di testimonial della nuova linea "Derelict" (ispirata agli homeless), torna a fare ciò che gli riesce meglio: il modello.
Mugatu, per poterlo circuire, lo porta in un laboratorio segreto (presentato a Derek come una spa esclusiva) dove viene sottoposto al lavaggio del cervello: Derek, quando sentirà la canzone Relax dei Frankie Goes to Hollywood dovrà attaccare il primo ministro malese alla sfilata di Mugatu ed ucciderlo con una mossa di karate.
La giornalista Matilda Jeffries, dopo aver intervistato Zoolander e averne scritto un articolo denigrante sul Time, scopre che Derek è in pericolo. Raggiuntolo durante una sfilata di moda tra lui e Hansel, un'incredibile sfida giudicata da David Bowie, lo porta via con sé. Giunti nel cimitero dei modelli, scoprono chi li aiutava anonimamente: J.P. Prewitt, l'ex manista (modello di mani) più famoso del mondo. J.P. racconta loro tutta la storia della "Mafia" della moda, spiegando che i più grandi attentati della storia, da Abraham Lincoln a John Fitzgerald Kennedy, sono riconducibili all'industria tessile e che gli assassini sono sempre modelli (che dopo gli omicidi venivano immediatamente tolti di mezzo): atletici, facilmente manipolabili e idioti. Scoprono inoltre che Mugatu è solo un pesce piccolo, un cantante fallito (è stato un membro dei Frankie Goes to Hollywood, questo spiega la scelta di Relax come impulso per l'omicidio) che per entrare nel mondo della moda è ricorso alla mafia della moda, diventandone il galoppino.
Dopo essere sfuggiti ad un attentato da parte dei sottoposti di Mugatu, per non farsi trovare Derek e Matilda si nascondono presso l'acerrimo rivale Hansel. Qui i due modelli si riappacificano, scoprendo inoltre che Hansel è entrato nel mondo della moda proprio seguendo il mito di Derek Zoolander. Il giorno dopo, giorno della sfilata, i tre si ingegnano per salvare Derek cercando prove a carico di Mugatu e poter così fermare il super modello prima che uccida il Ministro. Le prove vengono fornite clamorosamente da Ballstein, stanco del peso che ha sulla coscienza; Mugatu tenta in extremis di assassinare personalmente il malese lanciando una stella ninja, ma Derek la blocca utilizzando la sua preziosa e attesissima nuova espressione: la "Magnum".
Il film si conclude con Zoolander e Matilda sposati e genitori di un figlio all'apertura di un centro studi per ragazzi dove, oltre ai due coniugi, lavorano anche Hansel e Ballstein.

## Produzione

### Cast
Ben Stiller e Owen Wilson lavorano per la quarta volta insieme. Alla pellicola partecipa anche Will Ferrell, esponente (con Stiller, Wilson ed altri) del cosiddetto Frat Pack.
Nel cast del film figura anche Jerry Stiller, noto comico statunitense e padre di Ben; vi sono inoltre numerosi cameo.

## Distribuzione
Negli Stati Uniti è uscito il 28 settembre 2001. In Italia, invece, è uscito il 12 luglio 2002.

### Doppiaggio italiano
La direzione del doppiaggio è di Carlo Cosolo, il quale ha curato i dialoghi italiani, per conto della Cast Doppiaggio Srl. La sonorizzazione, invece, venne affidata alla Sefit-CDC.

### Divieti
Il film non è stato mai proiettato in Malaysia e a Singapore. Nel primo caso, la censura è dovuta al modo in cui viene dipinta la nazione, indicata quale principale sfruttatrice del lavoro minorile, mentre alla base del secondo rifiuto c'è il legame di amicizia e solidarietà che lega i due stati, nonché l'uso di droga in alcune scene del film.

## Accoglienza

### Incassi
Il successo che la pellicola riscosse in USA (45 milioni di dollari di incasso) non si replicò in Italia. Nonostante l'uscita nelle sale in periodo estivo, e alcune critiche ricevute, si guadagnò comunque una solida base di fan, anche in termini di vendite dell'edizione DVD.

### Critica
Sull'aggregatore di recensioni online Rotten Tomatoes, Zoolander detiene un percentuale di 65% recensioni positive, basato su un totale di 141. Su Metacritic, il film ha un punteggio di 61 su 100, basato sulle recensioni di 30 critici, indicando "recensioni generalmente favorevoli."
Il critico cinematografico Roger Ebert definì il film "insensibile" per come questo trattava il tema dello sfruttamento minorile, e "vittima di un cattivo tempismo" (riferendosi agli attentati dell'11 settembre 2001, avvenuti quando la pellicola era appena uscita nelle sale). Anni dopo, in privato, Ebert ha ammesso a Stiller di aver cambiato idea sul film e di averlo trovato anche divertente, scusandosi con lui per le parole usate allora.

## Sequel
Il 2 marzo 2010 Ben Stiller confermò che era in corso la scrittura di Zoolander 2: "Stiamo scrivendo un copione, è alla fase iniziale. Ma forza, sta per succedere."
Il 9 febbraio 2015 Ben Stiller si recò a Roma per scegliere le location per le riprese del film. Dichiarò inoltre che «Roma avrà una grossa parte... ma per ora non posso dire altro».
Il 10 marzo 2015 Ben Stiller e Owen Wilson, nei panni dei due supermodelli Derek Zoolander e Hansel, sono apparsi a Parigi in occasione della settimana della moda, dove hanno sfilato per Valentino. In quell'occasione è stata annunciata ufficialmente la data dell'uscita negli USA di Zoolander 2: 16 febbraio 2016.
Il film è stato completamente girato a Cinecittà, Roma, tra il 7 aprile 2015 e il 13 luglio 2015.. Il primo trailer ufficiale è stato pubblicato il 18 novembre 2015. Distribuito negli USA il 12 febbraio 2016 e l'11 febbraio in Italia, Zoolander 2 ha incassato in tutto il mondo oltre 55 milioni di dollari contro un budget di 50 milioni.

## Casi mediatici
Lo scrittore Bret Easton Ellis sostenne che il copione del film fu una copia di quanto scritto nel suo romanzo Glamorama del 1998. Dopo aver minacciato di intraprendere un'azione legale contro i produttori di Zoolander per plagio, raggiunse invece un accordo extra-giudiziale, il quale gli impedì di discutere pubblicamente della vicenda.

## Curiosità
La linea "Derelict" di Mugatu è una parodia della controversa sfilata Haute Couture di Christian Dior di primavera/estate 2000, disegnata dallo stilista britannico John Galliano: egli dichiarò di essersi ispirato ai senzatetto che incontrava lungo la Senna mentre passeggiava, e di aver fatto loro un tributo.
Mentre la sfilata era in scena a Parigi ci furono delle proteste da parte degli stessi senzatetto: la sfilata venne contestata e bollata come "di cattivo gusto", poiché secondo i manifestanti Galliano avrebbe deriso la loro condizione sociale ed economica.